# Bahnstrecke Fère-Champenoise–Vitry-le-François
| Ehemalige Trasse zwischen Huiron und dem Tunnel de Glannes. |                      |                                                           |                                                           |
| Streckennummer (SNCF): | 007 000              |                                                           |                                                           |
| Streckenlänge: | 50,5 km              |                                                           |                                                           |
| Spurweite: | 1435 mm (Normalspur) |                                                           |                                                           |
| |                      |                                                           |                                                           |
| \| \| \| Bahnstrecke Oiry-Mareuil–Romilly-sur-Seine von Romilly/S. \| \| \| \| 0,0 \| Fère-Champenoise \| 141 m \| \| \| 0,8 \| Bahnstrecke Oiry-Mareuil–Romilly-sur-Seine n. Épernay \| Bahnstrecke Oiry-Mareuil–Romilly-sur-Seine n. Épernay \| \| \| 9,9 \| Lenharrée \| 155 m \| \| \| 16,4 \| Bahnstrecke Coolus–Sens von Châlons-en-Champagne \| Bahnstrecke Coolus–Sens von Châlons-en-Champagne \| \| \| 17,6 \| Sommesous \| 168 m \| \| \| 18,6 \| Bahnstrecke Coolus–Sens nach Troyes \| Bahnstrecke Coolus–Sens nach Troyes \| \| \| 20,0 \| A 26 \| A 26 \| \| \| ~20,5 \| Grenze Marne/Aube \| Grenze Marne/Aube \| \| \| 24,9 \| Poivres \| Poivres \| \| \| ~25 \| Grenze Aube/Marne \| Grenze Aube/Marne \| \| \| 33,6 \| Sompuis \| 169 m \| \| \| 39,5 \| Tunnel de Glannes (701 m) \| Tunnel de Glannes (701 m) \| \| \| 46,2 \| Huiron \| 112 m \| \| \| \| \| \| \| \| 47,1 +47,9 \| Bahnstrecke Vallentigny–Vitry-le-François von Troyes \| Bahnstrecke Vallentigny–Vitry-le-François von Troyes \| \| \| \| \| \| \| \| 49,8 \| Marne (100 m) \| Marne (100 m) \| \| \| \| Bahnstrecke Paris–Strasbourg von Paris-Est \| \| \| \| 50,5 \| Vitry-le-François \| 104 m \| \| \| \| Bahnstrecke Paris–Strasbourg nach Strasbourg \| \| |                      |                                                           |                                                           |
| Strecke |                      | Bahnstrecke Oiry-Mareuil–Romilly-sur-Seine von Romilly/S. | Bahnstrecke Oiry-Mareuil–Romilly-sur-Seine von Romilly/S. |
| ehemaliger Bahnhof | 0,0                  | Fère-Champenoise                                          | 141 m                                                     |
| Abzweig ehemals geradeaus, nach links und ehemals von links | 0,8                  | Bahnstrecke Oiry-Mareuil–Romilly-sur-Seine n. Épernay     | Bahnstrecke Oiry-Mareuil–Romilly-sur-Seine n. Épernay     |
| Bahnhof (Strecke außer Betrieb) | 9,9                  | Lenharrée                                                 | 155 m                                                     |
| Abzweig ehemals geradeaus, ehemals nach links und von links | 16,4                 | Bahnstrecke Coolus–Sens von Châlons-en-Champagne          | Bahnstrecke Coolus–Sens von Châlons-en-Champagne          |
| ehemaliger Bahnhof | 17,6                 | Sommesous                                                 | 168 m                                                     |
| Abzweig ehemals geradeaus, nach rechts und ehemals von rechts | 18,6                 | Bahnstrecke Coolus–Sens nach Troyes                       | Bahnstrecke Coolus–Sens nach Troyes                       |
| Strecke mit Straßenbrücke (Strecke außer Betrieb) | 20,0                 | A 26                                                      | A 26                                                      |
| Grenze (Strecke außer Betrieb) | ~20,5                | Grenze Marne/Aube                                         | Grenze Marne/Aube                                         |
| Bahnhof (Strecke außer Betrieb) | 24,9                 | Poivres                                                   | Poivres                                                   |
| Grenze (Strecke außer Betrieb) | ~25                  | Grenze Aube/Marne                                         | Grenze Aube/Marne                                         |
| Bahnhof (Strecke außer Betrieb) | 33,6                 | Sompuis                                                   | 169 m                                                     |
| Tunnel (Strecke außer Betrieb) | 39,5                 | Tunnel de Glannes (701 m)                                 | Tunnel de Glannes (701 m)                                 |
| Bahnhof (Strecke außer Betrieb) | 46,2                 | Huiron                                                    | 112 m                                                     |
| |                      |                                                           |                                                           |
| Abzweig ehemals geradeaus, ehemals nach rechts und von rechts | 47,1 +47,9           | Bahnstrecke Vallentigny–Vitry-le-François von Troyes      | Bahnstrecke Vallentigny–Vitry-le-François von Troyes      |
| |                      |                                                           |                                                           |
| Brücke über Wasserlauf | 49,8                 | Marne (100 m)                                             | Marne (100 m)                                             |
| Abzweig geradeaus, ehemals nach links und von links |                      | Bahnstrecke Paris–Strasbourg von Paris-Est                | Bahnstrecke Paris–Strasbourg von Paris-Est                |
| Bahnhof | 50,5                 | Vitry-le-François                                         | 104 m                                                     |
| Strecke |                      | Bahnstrecke Paris–Strasbourg nach Strasbourg              | Bahnstrecke Paris–Strasbourg nach Strasbourg              |

Die Bahnstrecke Fère-Champenoise–Vitry-le-François ist eine französische Eisenbahnstrecke östlich von Paris. Sie stellte eine alternative West-Ost-Verbindung her zwischen Paris-Est–Gretz-Armainvilliers–Sézanne–Fère-Champenoise und der Bahnstrecke Paris–Strasbourg auf Höhe von Châlons-sur-Marne.

## Geschichte
Die Strecke wurde im Rahmen des Frecyinet-Plans unter der Nummer 23 gebaut und erfüllte hauptsächlich militärische Bedürfnisse. Die Strecke wurde am 12. Februar 1880 durch ein Gesetz für gemeinnützig erklärt, also von öffentlichem Interesse. Der Minister für öffentliche Arbeiten und das Eisenbahnunternehmen Chemins de fer de l’Est (EST) unterzeichneten am 11. Juni 1883 die Konzessions-Vereinbarung, die dieses öffentliche Interesse garantierte. Ein halbes Jahr später, am 20. November, wurde dies durch ein Gesetz bestätigt. Eröffnung dieser 50 km langen Strecke war am 6. November 1885.
Zusammen mit anderen Strecken in dieser Region wurde kurz nach der Übernahme durch die staatliche Bahngesellschaft Société nationale des chemins de fer français (SNCF) diese Strecke am 5. Mai 1938 für den Personenverkehr geschlossen. In den 1970er-Jahren wurden die ersten Abschnitte entwidmet, nachdem auch der Güterverkehr eingestellt worden war. Bis Dezember 2017 war nur der kurze Abschnitt bis Lenharrée nicht deklassiert.
Bei einem Unfall am 15. Oktober 1925 entgleiste ein Reisezug, von Sommesous kommend, 800 m vom Bahnhof Fère-Champenoise entfernt. Der Lokführer wurde getötet, sein Kollege und zwei Reisende wurden verletzt. Mittel Juli / Anfang August 1944 kam es bei Fère zu Kampfhandlungen auf dem Rückzug deutscher Truppen, bei denen Bahnanlagen und Rollmaterial beschädigt wurden. Es gab auch Personenschäden.